# Zentraler Venendruck

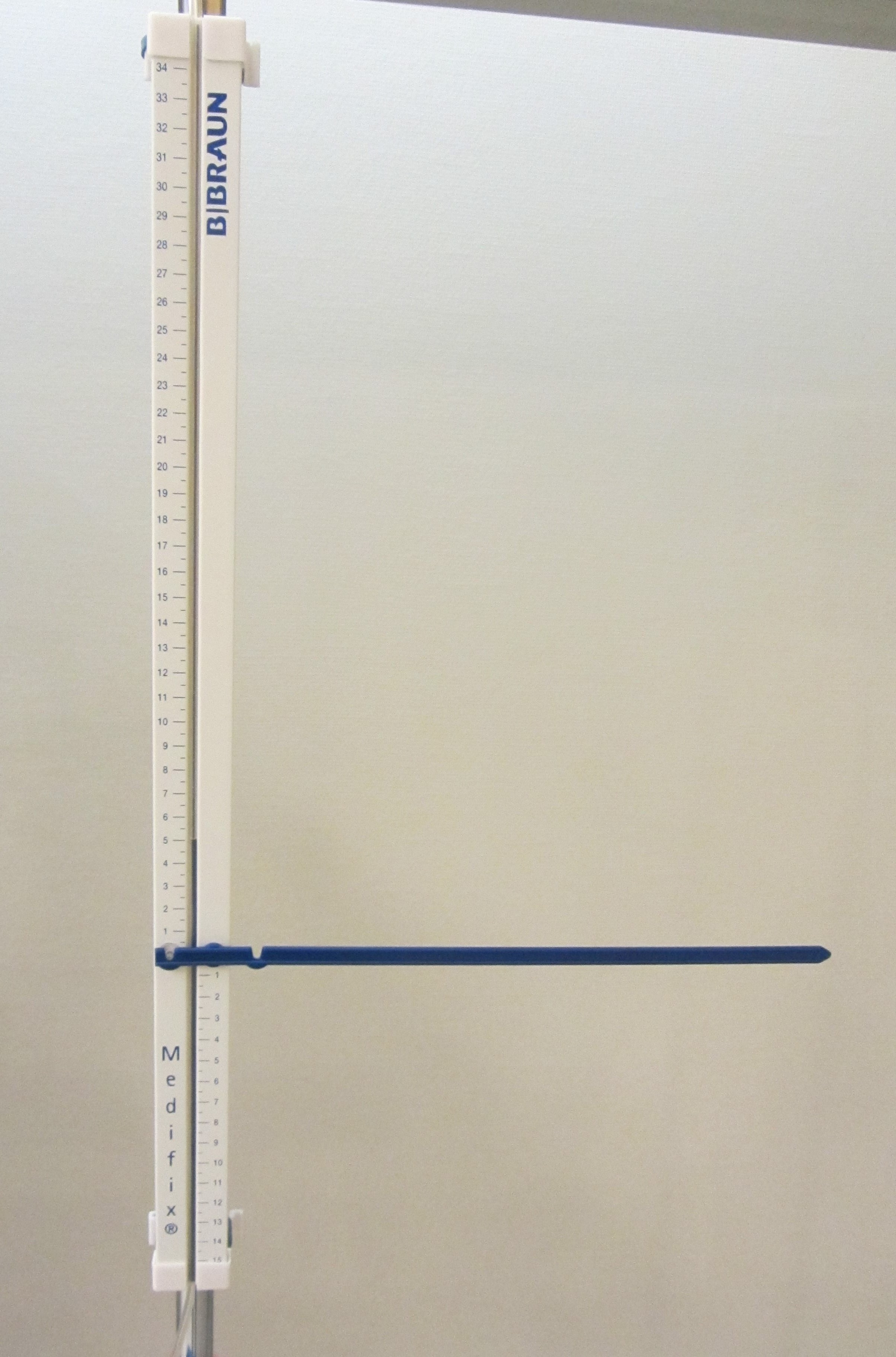
Messlatte zur Bestimmung des ZVD über den hydrostatischen Druck

Zentraler Venendruck oder zentralvenöser Druck (ZVD) ist der Blutdruck vor dem rechten Vorhof des Herzens in der oberen Hohlvene (V. cava superior). Der Teil zentral im Ausdruck bezieht sich auf den klappenlosen Raum im Zentrum des Blutkreislaufs (speziell vor oder im rechten Vorhof) am Herzen. Aus der Messung des zentralen Venendruckes können, insbesondere bei einer kontinuierlichen Registrierung, diagnostische Schlüsse gezogen werden. Gemessen wird der zentrale Venendruck über einen zentralen Venenkatheter.

## Bedeutung
Der zentrale Venendruck wurde lange als Korrelat für das intravasale Volumen, also die Blut- und Flüssigkeitsmenge, die sich innerhalb der Gefäße befindet, herangezogen, was heute als weitgehend obsolet gilt. Zahlreiche Studien konnten zeigen, dass der Zusammenhang mit dem intravaskulären Volumenstatus sehr gering ist. Der ZVD kann als Indikator für die Vorlast verwendet werden.
Über den zentralen Venenkatheter lässt sich auch die zentralvenöse Sauerstoffsättigung bestimmen. Unter einer Reihe von Voraussetzungen, u. a. dass die arterielle Sauerstoffsättigung normal ist, der Patient keine Sauerstoffverwertungsstörung hat (wie es beispielsweise bei einer Sepsis der Fall sein kann) und kein arteriovenöser Shunt vorliegt, kann sie als Hinweis auf ein ausreichendes Herzminutenvolumen herangezogen werden. Die Bestimmung der gemischtvenösen Sättigung mit Hilfe eines pulmonalarteriellen Katheters hat den Vorteil, dass das Blut aus oberer und unterer Körperhälfte (daher gemischtvenös) stammt.

## Indikationen
Die Messung des zentralen Venendruck ist angezeigt bei
- Operationen mit größeren Flüssigkeitsverschiebungen bzw. Blutverlusten
- Hypovolämie (verminderte Blut- bzw. Plasmamenge im Kreislauf)
- Schock
- schwerverletzten Patienten (mit Polytrauma)

## Messung
Der ZVD wird invasiv über den zentralen Venenkatheter (ZVK) am flach liegenden Patienten gemessen. Man kann ihn mit einem elektronischen Manometer oder auch als Höhe einer Flüssigkeitssäule oberhalb des mittels einer Thoraxschublehre bestimmten Nullpunktes bestimmen. Der Nullpunkt liegt etwa bei 2/5 der Thoraxhöhe unterhalb des Brustbeins. Die dauerhafte Messung des ZVD kann genau wie die direkte Blutdruckmessung (IBP) über einen Monitor erfolgen. Hierbei wird anstatt des Arterienkatheters der ZVK an einen Drucksensor angeschlossen.
Die Plausibilität der ZVD-Messung lässt sich in einer Ultraschalluntersuchung anhand der Breite der unteren Hohlvene abschätzen.

## Normalwerte
Der zentrale Venendruck wird in mmHg angegeben.
- 0–9 mmHg; das entspricht 0–12 cm Wassersäule [cmH2O] (Umrechnungsfaktor: 1 mmHg ≈ 1,36 cmH2O  )[2]
- SI-Konform: 0–1,199 kPa (Umrechnungsfaktor: 1 mmHg ≈ 133,3 Pa)

## ZVD-Kurvenverlauf

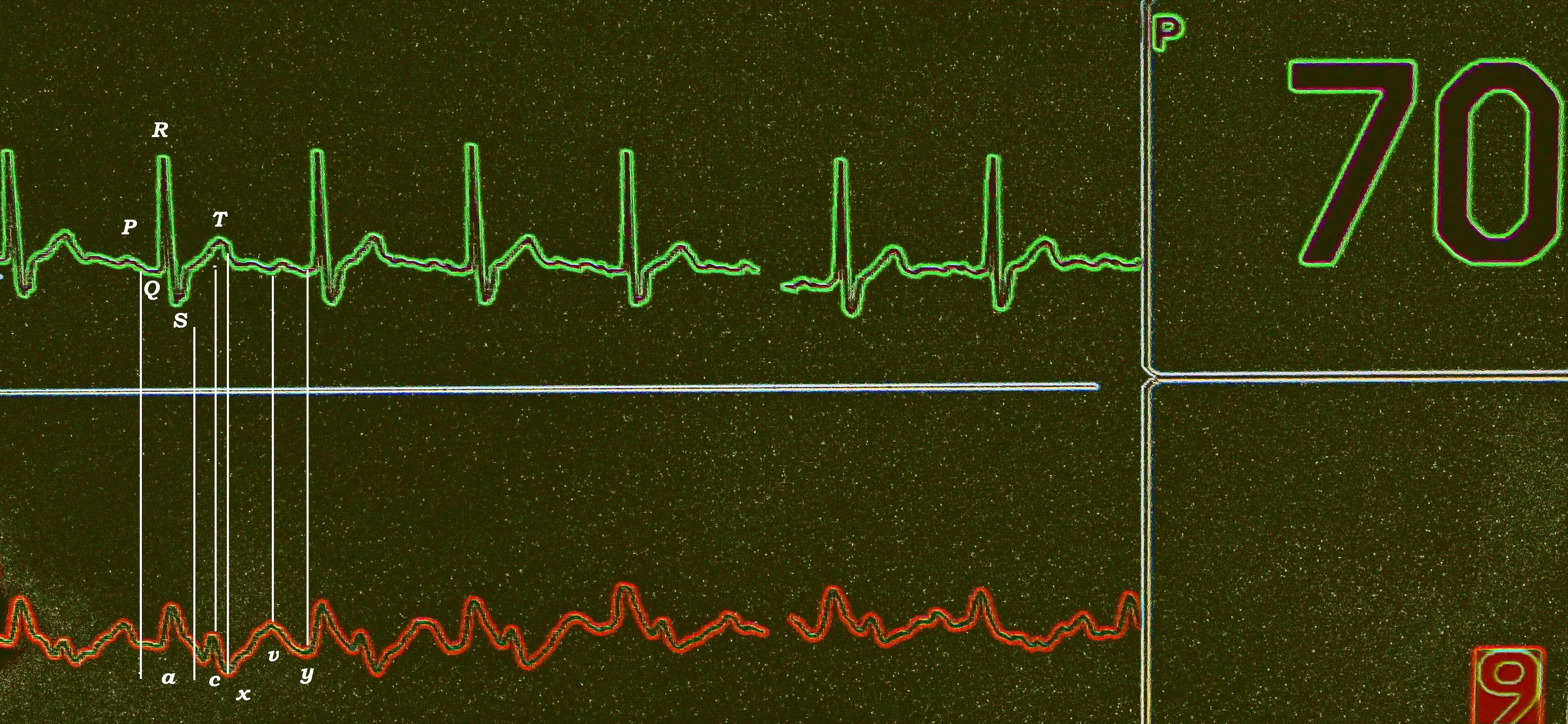
Beziehung zwischen EKG- und ZVD-Kurve (unten) auf einem medizinischen Überwachungsmonitor. Herzfrequenz: 70/min, ZVD: 9 mmHg. An der ZVD-Kurve sind die Wellen markiert, die synchron zur Herzaktion verlaufen.

Neben der Messung des ZVD als Mittelwert kann der ZVD auch als Kurve dargestellt werden. Dabei zeigt sich bei gesunden Menschen folgender Ablauf A-C-X-V-Y:
- A-Welle: Kontraktion des rechten Vorhofes (Atrium)
- C-Welle: Schluss (Closure) und Vorwölbung der Trikuspidalklappe in den Vorhof
- X-Senke: Relaxierung (vollständige Erschlaffung) des Vorhofes
- V-Welle: venöser Einstrom in den Vorhof durch Bewegung der Herzklappenebene Richtung Herzbasis
- Y -Senke: Öffnung der Trikuspidalklappe und Abfluss des Blutes in den rechten Ventrikel

Bei Erkrankungen ändert sich der ZVD-Kurvenverlauf jeweils abhängig von den geänderten Druck- und Flussverhältnissen:
- keine A-Wellen: Vorhofflimmern, Sinustachykardie
- hohe A-Wellen: pulmonaler Hypertonus, Trikuspidalklappenstenose,
- sehr hohe A-Wellen = Kanonenwellen: Pumpen des Vorhofes gegen geschlossene Trikuspidalklappe wie z. B. bei AV-Block dritten Grades
- hohe V-Wellen: Trikuspidalklappeninsuffizienz mit zurückströmenden Blut während der Vorhoffüllung
- Verschmelzung von V und C-Welle: Trikuspidalklappeninsuffizienz durch Fehlen der X-Welle

## Abweichungen
Der ZVD kann bei einem akuten oder chronischen Volumenmangel erniedrigt sein. Erhöht kann er bei Rechtsherzinsuffizienz, bei hohem positivem endexspiratorischen Druck (PEEP) im Rahmen einer kontrollierten Beatmung, bei Überwässerung, bei einer Herzbeuteltamponade oder einer Lungenembolie sein.

## Fehlermöglichkeiten
- Der Katheter liegt an der Gefäßwand an; dann wird der ZVD fälschlich zu hoch gemessen.
- Der Nullpunkt wird falsch eingestellt.
- Der Patient liegt nicht genau waagerecht.
- Im Messsystem bzw. im Transducer sind Luftblasen enthalten.
- Der Schlauch des Messsystems ist gedrückt.
- Veränderungen des intrathorakalen Drucks
  - während Beatmung
  - wenn der Patient während der Messung presst (mit Bauch oder Brustkorb)
- Die Infusionsleitung ist offen und Flüssigkeit läuft während der Messung über das System.